# Aloe cremnophila
Aloe cremnophila är en grästrädsväxtart som beskrevs av Gilbert Westacott Reynolds och Bally. Aloe cremnophila ingår i släktet Aloe och familjen grästrädsväxter. Inga underarter finns listade i Catalogue of Life.

## Bildgalleri

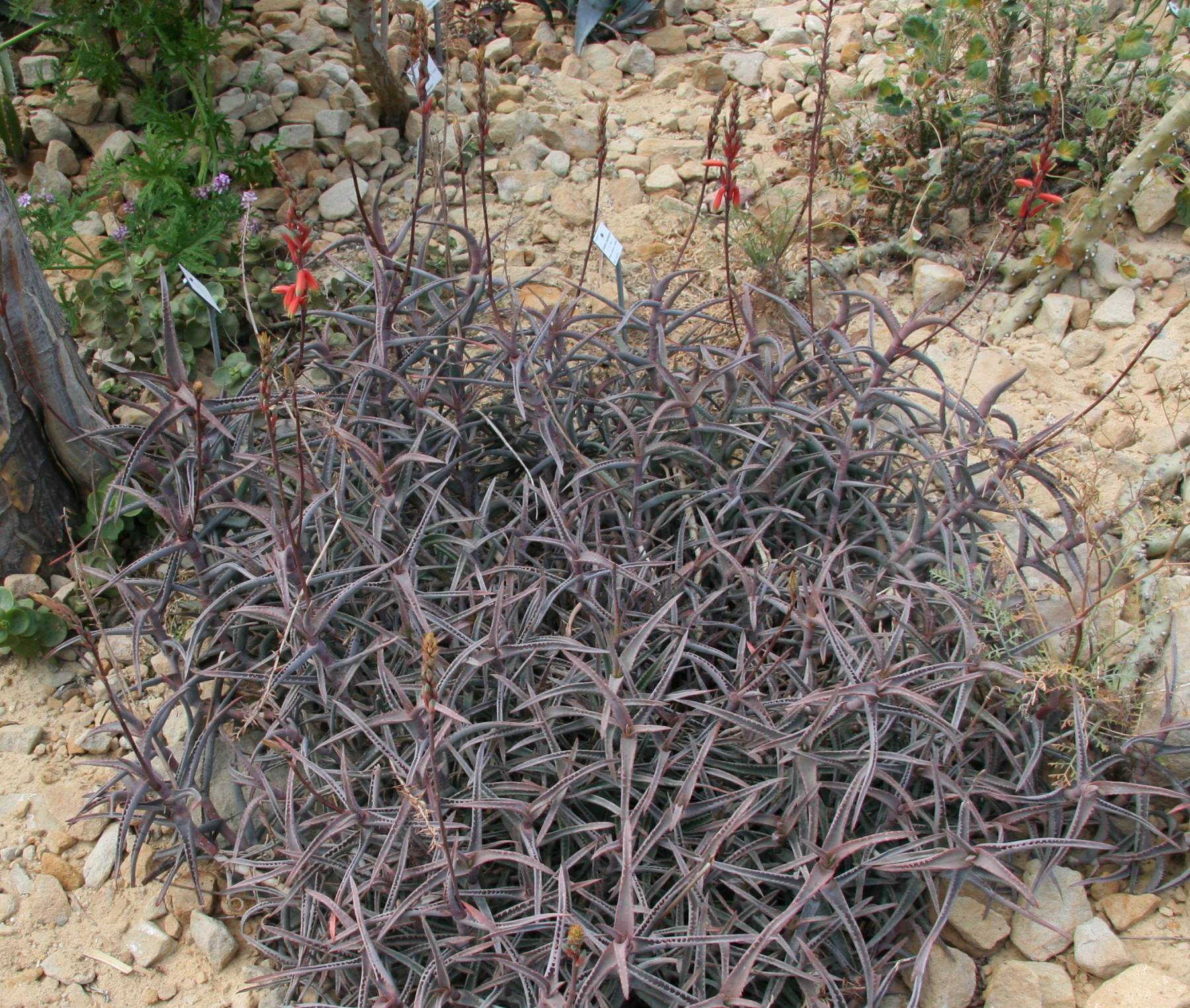
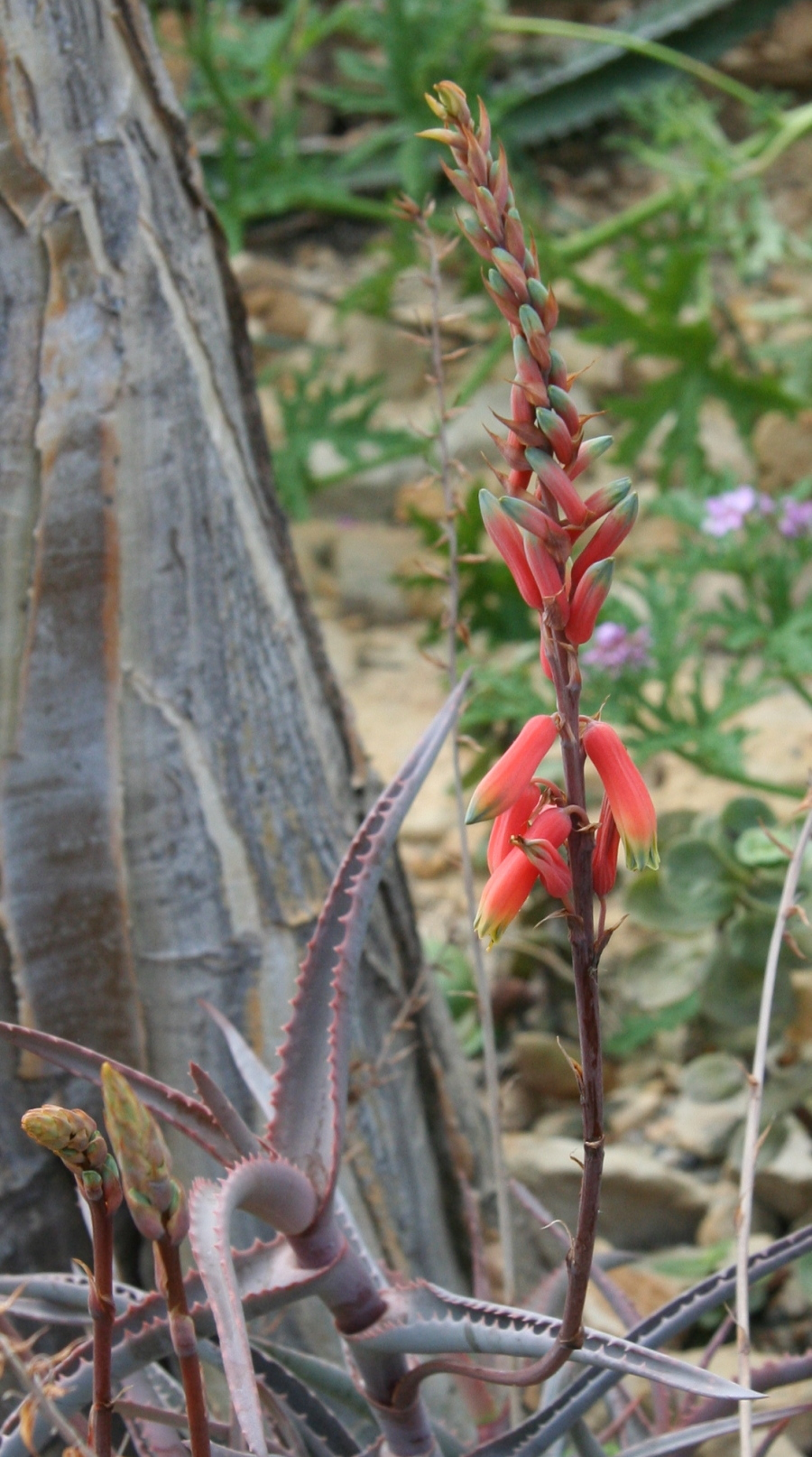
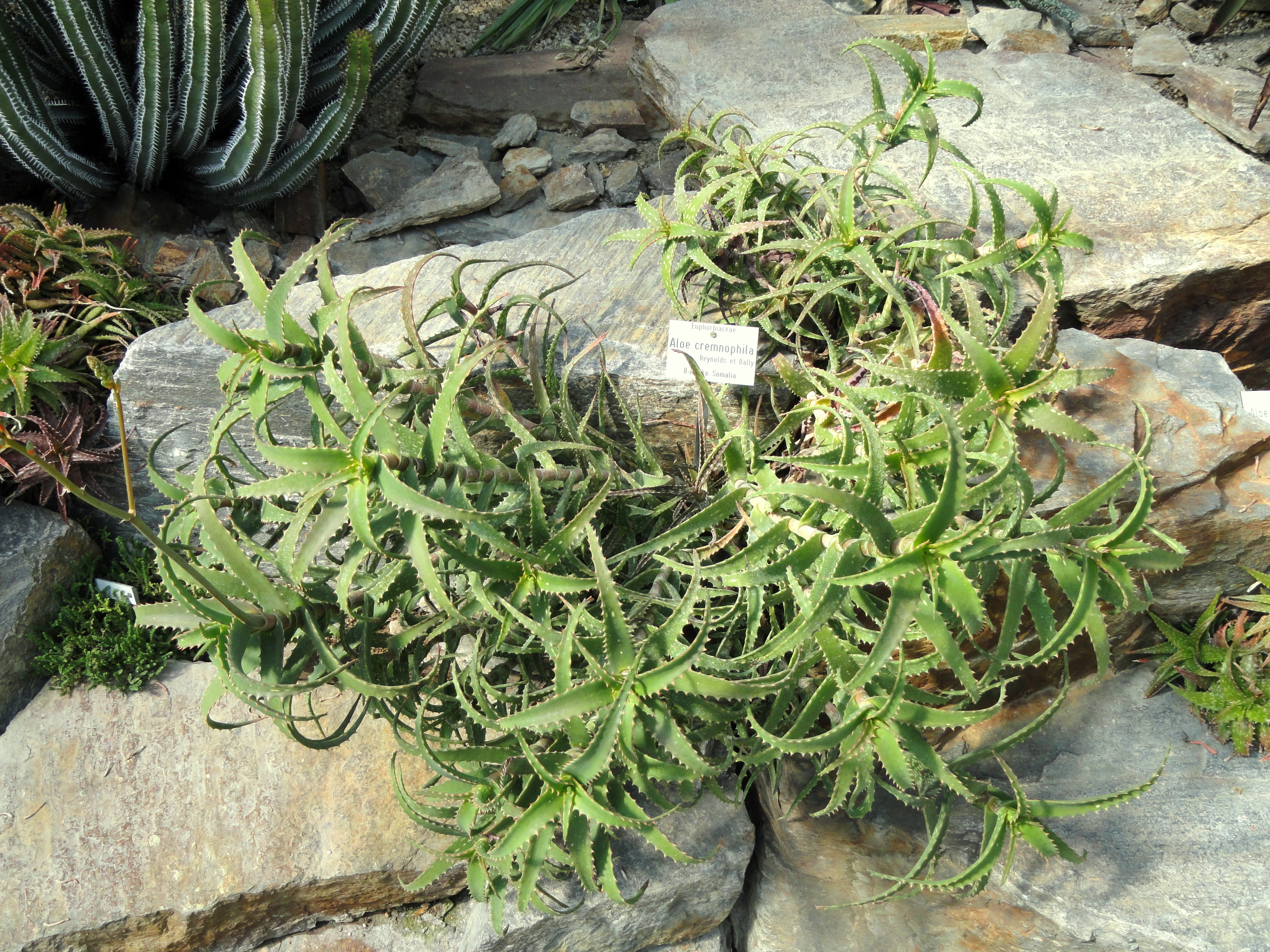